# Buguggiate
Buguggiate est une commune italienne de la province de Varèse dans la région Lombardie en Italie.

## Toponyme
Provient du nom latin de personne Vocusius ou Bucculius.

## Administration
| Période                                  | Période  | Identité            | Étiquette | Qualité  |
| ---------------------------------------- | -------- | ------------------- | --------- | -------- |
| 08/06/2009                               | En cours | Cristina Galimberti | Lega Nord | employée |
| Les données manquantes sont à compléter. |          |                     |           |          |